# USS Ringgold (DD-89)
USS Ringgold (DD-89) – amerykański niszczyciel typu Wickes będący w służbie United States Navy w okresie I wojny światowej. Patronem okrętu był Cadwalader Ringgold. Okręt w okresie II wojny światowej został przekazany Royal Navy, gdzie służył jako HMS Newark.
Okręt zwodowano 14 kwietnia 1918 w stoczni Union Iron Works w San Francisco. Matką chrzestną była pani Farquhar. Jednostka weszła do służby 14 listopada 1918 w stoczni Mare Island Navy Yard, pierwszym dowódcą został Commander Louis P. Davis.

## US Navy
"Ringgold" opuścił Mare Island Navy Yard 18 listopada 1918 by dołączył Floty Atlantyku. Po przejściu przez Kanał Panamski okręt odwiedził Zatokę Guantanamo. Do Hampton Roads dotarł 5 grudnia 1918. Pływał w rejonie wschodniego wybrzeża USA do 1922. 5 kwietnia 1922 okręt wszedł do Philadelphia Naval Shipyard, gdzie został 17 czerwca 1922 wycofany ze służby i umieszczony w rezerwie.

## Royal Navy
Po okresie pozostawania poza służbą przez prawie dwie dekady, "Ringgold" został wstępnie przywrócony do służby 23 sierpnia 1940 by przygotować go do przekazania Wielkiej Brytanii w ramach umowy niszczyciele za bazy. Formalnie okręt przekazano Royal Navy 26 listopada 1940 w Halifax (Nowa Szkocja). Otrzymał nazwę HMS Newark. Został skreślony z listy jednostek floty US Navy 8 stycznia 1941.
Eskortował stawiacze min, został trafiony torpedą i lekko bombą lotniczą. Przeszedł modernizację, służył także jako okręt-cel dla samolotów.
Niszczyciel został zezłomowany w Bo’ness 18 lutego 1947.